# Who Said Gay Paree
Who Said Gay Paree er et studiealbum udgivet i 2008 af den danske jazzguitarist Jakob Bro.

## Trackliste
1. "Come Rain Or Come Shine" (Harold Arlen/Johnny Mercer)
2. "So In Love" (Cole Porter)
3. "Love Me Tender" (Vera Matson/Ken Darby)
4. "All Of Me" (Gerald Marks/Seymour Simons)
5. "How Long Has This Been Going On?" (George & Ira Gershwin)
6. "The Thrill Is Gone" (Ray Henderson/Lew Brown)
7. "Fifth House" (John Coltrane)
8. "She's Funny That Way" (Neil Moret/Richard A. Whiting)
9. "Speak Low" (Kurt Weill/Ogden Nash)
10. "Who Said Gay Paree?" (Cole Porter)

## Line up
- Jakob Bro (Guitar)
- Anders Christensen (Bas)
- Jakob Høyer (Trommer)